# Hallgerðr Höskuldsdóttir
Hallgerðr Höskuldsdóttir (n. 940) fue una doncella de la Mancomunidad Islandesa durante la Era vikinga, hija del goði de Höskuldsstaðir en Laxardal, Dalasýsla, Hoskuld Dala-Kollsson. Es un personaje histórico recurrente en la saga de Njál, donde aparece como una mujer muy bella, apodada Hallgerðr langbrók (Hallgerðr piernas largas), pero también intrigante, malintencionada, caprichosa y culpable en cierta manera de la muerte violenta de sus tres maridos. Según la saga, los tres abofetearon alguna vez a Hallgerðr reprochándole una conducta inapropiada y ella se vengaba cuando creía oportuno, usando conocidos como verdugos, uno de ellos era un familiar llamado Brynjolfr rósta (apodado el rufian) y otro su padre adoptivo Þjóstólfur, un asesino nato a quien manipulaba a su antojo.
Casó en primer lugar con Þorvaldur Ósvífsson (n. 935) de Fell en Meðalfellströnð, en segundo lugar con Glúmur Óleifsson (n. 930), hijo de Óleifur Hjalti, con quien tuvo una hija llamada Thorgerdur (n. 959), y en tercer lugar con uno de los principales personajes de la saga, Gunnar Hámundarson (n. 945) de Hlíðarendi, en Rangárvalla, con quien tuvo cuatro hijos: una hembra Guðlaug (n. 964), y tres varones Hamundur (n. 966), Grani (n. 968) y Högni (n. 970).